# Plaga de la filoxera de la vid en España

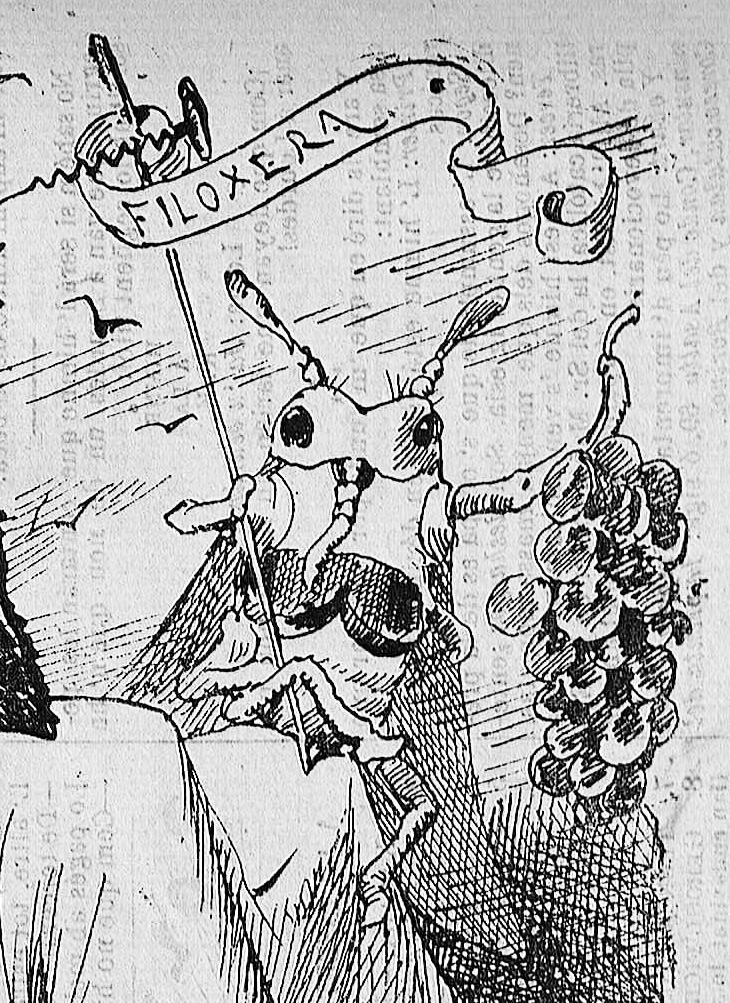
Detalle de una ilustración en prensa de la segunda mitad del, donde aparece la filoxera.

Durante la década de 1870, se produjo una plaga de la filoxera en las principales zonas vitivinícolas españolas. La filoxera entró en la península ibérica por tres focos: Oporto, Málaga y Gerona. Los dos primeros se debieron a la importación de pies americanos y el tercero a la entrada natural por expansión desde Francia, a través del Rosellón y Pirineos Orientales. Otros focos: Mallorca (1891), Pamplona (1896) y Valencia (1905-1906).

## Filoxera de la vid
La filoxera de la vid es el nombre común de la especie Daktulosphaira vitifoliae (= Phylloxera vastatrix, = Dactylosphaera vitifolii), insecto hemíptero homóptero de la familia Phylloxeridae. Su origen se sitúa en Estados Unidos, donde se alimenta de las hojas y raíces de la vid americana.
Los daños que produce dependen del tipo de vid, ya que no participa exclusivamente en su muerte, sino que suele venir acompañada de hongos y bacterias que necrosan y pudren las raíces. Las raíces de la vid europea responden a la filoxera mediante nudosidades y tuberosidades (hipertrofias y depresiones centrales respectivamente) que permiten la entrada a los microorganismos mencionados provocando su muerte y con ella la de la planta entera. En la vid americana, sin embargo, apenas se forman nudosidades y tuberosidades, por lo que la filoxera se puede alimentar de sus raíces sin provocar la muerte.

### Ciclo de la filoxera de la vid sobre vides americanas
- En circunstancias ambientales especiales las filoxeras descendientes suben a las hojas

## La llegada de la filoxera a Europa
La filoxera llega a Europa en 1863 afectando a una viña en Pujaut. El botánico francés Jules Émile Planchon confirma la presencia del insecto en 1868 cuando ya están afectados otros tres focos: dos en Francia (Burdeos y Gard) y uno en Austria (Viena). A partir de aquí se fue extendiendo por el resto del continente. 
El insecto fue importado desde Georgia (EE. UU.) con la variedad «isabela» de vid americana, que se había traído para combatir el oídio que estaban sufriendo en ese momento las vides europeas. La plaga arrasó fácilmente los viñedos porque no tenían resistencia genética a la filoxera.

## La filoxera en España

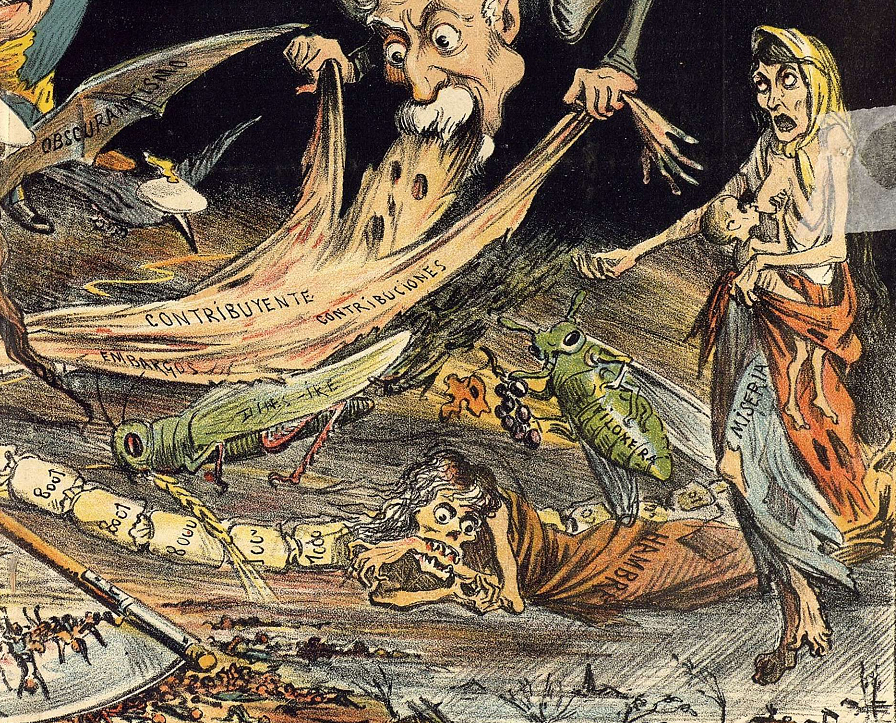
Detalle de una caricatura de 1885 en la que aparece la filoxera de la vid como una de las plagas que azotaban España en aquella época.

El primer registro de filoxera en España se remonta a 1878, en Málaga. Este foco sorprende porque no responde a la esperable expansión natural de la filoxera por Europa, entrando por Cataluña a partir de Francia, sino a un fenómeno de importación.

### Cataluña y valle del Ebro
Alrededor de 1875 (4 o 5 años antes de su entrada), el Instituto Agrícola de San Isidro (IASI), en Barcelona, y algunas personas como Joan Miret se cuestionaban cómo enfrentarse a la plaga. Joan Miret propuso la creación de un «cinturón sanitario» (cortafuegos) en los Pirineos Orientales (desde la costa hasta Figueras). Esto suponía la eliminación de las viñas del Alto Ampurdán. El IASI envió la propuesta al Ministerio de Fomento y este al Congreso Antifiloxérico Español, siendo aprobada en las Cortes el 30 de julio de 1878.
Sin embargo, los viticultores del Alto Ampurdán no estaban dispuestos a arrancar sus viñas, por lo que contactaron con Pau Olivier, quien formó parte en la lucha contra la filoxera en el vecino departamento francés de los Pirineos Orientales. Pau era partidario de tratar las viñas filoxeradas sumergiéndolas en agua y aplicando sulfuro de carbono, ya que éste actuaba como insecticida.
Hacia finales de septiembre de 1879 se observa por primera vez en Cataluña la filoxera, situándose en las viñas próximas al Monasterio de San Quirico de Colera (Rabós). Con la filoxera ya en España, entraron en funcionamiento las Brigadas Antifiloxéricas (dirigidas por Joan Miret) para formar el «cinturón sanitario». Sin embargo, se encontraron con un rechazo violento de los viticultores, que consiguieron detener las acciones de la brigada. En 1880 Joan Miret dimitió.
Entre 1880-1881 la filoxera llegó al Bajo Ampurdán; en 1882 entró en la provincia de Barcelona por Tordera y se extendió en la región vitícola del Maresme en 1883. En esta época se creó en Barcelona la Comisión Provincial Antifiloxérica con la misión de establecer un nuevo «cordón sanitario», pero un nuevo levantamiento popular lo frenó e impidió.
El IASI, viendo el fracaso de los dos «cordones sanitarios» se decantó por los dos remedios clásicos: aplicación de sulfuro de carbono y sustitución por pies americanos. Para 1886 la plaga ya había invadido todos los viñedos barceloneses al norte del río Llobregat, entre 1888-1890 el Panadés y en 1892 entraba ya en la provincia de Tarragona. En 1901 llegaba ya a la provincia de Lérida y en 1902 saltó a Castellón. Hacia 1904, la escasez de viñas próximas a Castellón de la Plana sirvió para frenar el avance de la plaga.

### La depresión del Ebro: el foco de Pamplona y su expansión
La expansión más rápida de la filoxera se produjo entre 1896 y 1903, ya que infectó prácticamente todas las comarcas vitícolas del valle del Ebro (Navarra, La Rioja, Álava y Zaragoza). Esto se explica por el predominio de suelos arcillosos, clima de veranos secos y prácticamente ninguna resistencia por parte de los viticultores. Esta plaga se detectó la primera vez en Echauri, un pueblo muy cercano a Pamplona en 1896.
Al igual que en Cataluña, la Diputación de Logroño estableció un «cordón sanitario» (conocido como Plan Logroño) aprovechando al máximo la geografía del terreno y así minimizar las superficies de cultivo afectadas. Su objetivo era salvar las zonas vitícolas de Zaragoza, Navarra, Logroño, sur de Álava y el norte de Burgos.
Cuando en 1896 llegó la filoxera a Navarra, de las dos soluciones posibles para enfrentarse a ella, la situación socioeconómica del momento requería solamente el cambio por plantas americanas, ya que el tratamiento con sulfuro de carbono era poco rentable. Para ello, la Diputación de Navarra impulsó la creación de viveros con plantas americanas y formó el Servicio Agrícola Provincial.
Desde Echauri, primer foco de la zona, la filoxera avanzó por Navarra en tres frentes: al sur por Tafalla y Olite; al Levante invadiendo los viñedos de Aoiz y Lumbier; por Viana y Los Arcos llegando a orillas del Ebro. El salto del río Ebro se produjo rápidamente (1899): Sajazarra (La Rioja) y Borja y Tarazona (Zaragoza). En 1903 llegaba a los viñedos de Luco de Jiloca, provincia de Teruel.

### La Filoxera en La Rioja
La Rioja fue invadida por la filoxera en el año 1899, es decir, comparativamente tarde. Su historia relacionada con la plaga se inició, sin embargo, bastante antes, en el año 1878, cuando se constituyó en dicha provincia la Comisión Provincial de Defensa contra la filoxera, una de las primeras de España. El 30 de noviembre del mismo año dicha comisión dirigió un informe al Director General de Instrucción Pública, Agricultura e Industrias en el que informaba sobre lo siguiente: 
«Se ha acordado una medida de la mayor importancia para remediar los estragos del mal si desgraciadamente se presentase. Tal es, el establecimiento de tres viveros de simiente de vides resistentes a la filoxera, situados respectivamente en las comarcas que se conocen por Rioja Alta, Media y Baja». 
Respecto a trabajos de divulgación, se organizó en la capital un ciclo de conferencias sobre la plaga con el especialista José Muñoz del Castillo, las cuales fueron publicadas posteriormente .
Pero el comienzo fulminante de esta comisión muy pronto dejó lugar a una inactividad absoluta, que duró hasta 1896, año en que en la vecina provincia de Navarra fue oficialmente declarada la invasión filoxérica. La noticia cayó como un rayo en La Rioja, que la recibió totalmente desprevenida. El diario La Rioja empezó a publicar diariamente artículos que tenían la filoxera como protagonista. Sus corresponsales exigieron a la Diputación la pronta aplicación de la ley contra la filoxera del año 1885 y, en especial, la prohibición de nuevas plantaciones de vid en la región y la supresión del comercio de cepas, puesto que existía la grave sospecha de que la filoxera había sido introducida en Navarra por la importación de material orgánico procedente de zonas filoxeradas. 
La Comisión de Defensa contra la Filoxera, ante esta situación, dictó unas disposiciones que prohibían estrictamente la plantación de viñedos nuevos sin la aprobación explícita de la misma. A la vez formó un cuerpo de especialistas encargados del reconocimiento sistemático del viñedo riojano para detectar, cuanto antes, una eventual invasión por el insecto . Mientras tanto, todos estaban muy pendientes de lo que estaba pasando en Navarra, donde el famoso especialista e ingeniero agrónomo Nicolás García de los Salmones había sido encargado de dirigir la lucha antifiloxérica. 
Cuando el personal técnico de la Estación Enológica de Haro descubrió el primer foco filoxérico en territorio riojano en junio de 1899 la falta de preparación se evidenciaba todavía más:
«En el día de hoy se nos presenta el problema siguiente: En el pueblo de Sajazarra aparecen cuatro focos filoxéricos. Según la Ley, se debe acudir e indemnizar lo que se destruya, que es lo invadido y algo más, quemando las plantas etc. Todo ello se ha de satisfacer con los fondos recaudados y beneficia a la provincia en general, directamente a Sajazarra y más principalmente todavía a los términos inmediatos a Sajazarra, entre ellos, el de Haro. La mayoría de estos pueblos sin embargo no han satisfecho el impuesto del año, otros el de este año y el anterior, y algunos como Sajazarra, ninguno de los tres repartimientos hechos».
Aparte de los problemas financieros que imposibilitaron cualquier iniciativa enérgica de lucha contra la filoxera, la inflexibilidad del aparato burocrático estatal y la falta de competencia propia de la administración provincial también jugaban un papel importante en el fracaso de las medidas defensivas. La dependencia del gobierno central a la hora de fijar el presupuesto causó unas demoras importantes, de tal forma que, por ejemplo, en 1899, ante el retraso del visto bueno por parte de la administración central, los miembros de la comisión antifiloxérica tuvieron que salir fiadores ellos mismos para adquirir el sulfuro de carbono necesario para la desinfección de las viñas afectadas.  
La falta de cooperación por parte de los viticultores riojanos es otro dato que se ha de considerar. Los conflictos entre ellos y el personal técnico fueron cotidianos, especialmente si se trataba de tomar medidas que les afectaba materialmente. La aplicación del insecticida sulfuro de carbono y la posterior quema de las viñas afectadas, como medidas para contener la plaga, fueron rechazadas abiertamente por la mayoría de los viticultores. Las autoridades no consiguieron ni siquiera que, para no propagar la plaga, no vendimiaran en los viñedos filoxerados. Es evidente que a los viticultores les importaban mucho más los ingresos de una cosecha, por pequeña que fuera, que las promesas de un futuro mejor sin el más mínimo apoyo material. Además, para mantener el orden social y evitar enfrentamientos más conflictivos, nadie podía pensar en medidas más duras, impuestas a la fuerza por las autoridades. 
Para entender estos hechos nos tenemos que fijar en la situación por la que pasaba el sector vitivinícola tradicional de la zona. Desde el final de las exportaciones masivas a Francia, que habían hecho crecer el cultivo de la vid de manera totalmente desproporcionada, es decir, desde el año 1892, la viticultura riojana luchaba contra una enorme crisis de sobreproducción y de depreciación de sus vinos. Únicamente la naciente industria bodeguera de vino de calidad estaba en condiciones de paliar un poco los efectos del cierre de las fronteras entre España y Francia, pero estaba muy lejos de lograrlo de manera satisfactoria. Esta crisis estructural no solo había causado una descapitalización alarmante entre los viticultores, sino que también provocó, a la vez, la falta de perspectivas positivas que en nada beneficiaba una lucha enérgica contra la plaga. 
La única solución eficaz para hacer frente a la filoxera fue -y lo es aún hoy en día- la replantación del viñedo con variedades de vid americana, o bien injertando variedades europeas sobre pies americanos, o bien utilizando productores directos.
La replantación del viñedo riojano pasó por tres fases fácilmente distinguibles. La primera se caracterizó por algunos modestos intentos tanto por parte de la administración riojana como de particulares en un ambiente generalizado de extrema hostilidad hacia la replantación. La segunda es la replantación realizada por los propietarios económicamente bien situados, acompañada de alguna iniciativa colectiva. La tercera y definitiva será la repoblación impulsada por la Diputación Provincial que dio vida a una Caja Vitícola, que hizo posible que los viticultores más modestos fueran capaces de replantar sus viñedos, ofreciéndoles plantas americanas a crédito con intereses muy moderados.
En 1899, año en que La Rioja fue alcanzada por la plaga, el diario La Rioja ya publicó algún artículo en favor de la replantación con cepas americanas. Poco después, el Real Decreto del 29/01/1900 declaró la provincia invadida por la filoxera poniendo así la base de una eventual replantación. También la Diputación se mostró muy decidida para empezarla cuanto antes, autorizando la introducción de plantas americanas para crear viveros en las zonas afectadas. 
La opinión pública no siguió, sin embargo, esta corriente. Al contrario, a iniciativa del municipio de Haro se llegó a organizar una campaña en contra de la replantación que tuvo el apoyo de numerosos pueblos, pidiendo, como primera medida, la inmediata revocación de la susodicha Real Orden hasta que no estuvieran invadidas por lo menos las dos terceras partes de la provincia. 
Entre 1901 y 1903 la confrontación entre propietarios dispuestos a replantar y la mayoría de los pequeños viticultores que se lo querían impedir alcanzó su intensidad más fuerte. Manifestaciones multitudinarias, amenazas y, con cierta frecuencia, arranques y desmoches de viñas con cepas americanas, obligaron a muchos de los ricos propietarios dispuestos a replantar a retardar su propósito o a intentarlo en otro municipio . 
Si analizamos esta actitud hostil ante la repoblación mostrada por la gran mayoría de los viticultores riojanos llegamos a dos explicaciones: Por un lado, se trata de un miedo fácilmente comprensible ante una introducción o propagación de la plaga como consecuencia de plantación de cepas americanas. Este rechazo, que podríamos llamar «rechazo temporal», tendía a disminuirse con la propagación de la plaga. Es decir, cuantos más pueblos se vieron afectados por la filoxera en un grado importante, menos resistencia se opuso contra la replantación. Esta explicación es plenamente válida respecto a la actitud tomada por los grandes propietarios que, oponiéndose en un primer momento a la replantación, fueron los primeros en aceptarla. 
La segunda explicación va más al fondo y refleja un conflicto de clase subyacente. Se trata del rechazo de los pequeños viticultores y, en muchos casos, de los jornaleros del campo, que se opusieron abiertamente a una solución que no estaba al alcance de sus posibilidades. La replantación del viñedo mediante injertos sobre pie americano fue un remedio extremadamente costoso, ya no solo por el precio de las plantas, sino también por las técnicas de plantación que requerían unas inversiones importantes que la mayoría de los viticultores riojanos no estaban en condiciones de afrontar. La oferta de Guillermo Varela, un viticultor de Orense que apareció en La Rioja ofreciendo un remedio milagroso y barato contra la filoxera, y la sorprendente movilización entre los viticultores riojanos en su favor demuestran muy bien esta componente del conflicto. 
Después de 1903 la oposición contra la repoblación fue desapareciendo y se abrió un período en el que los propietarios ricos, y entre ellos muchas de las bodegas industriales, se dedicaron a la replantación. Paralelamente, se establecieron en la provincia varias casas de viveristas que empezaron a comercializar a gran escala las plantas americanas. Entre ellas también se hallaban algunas bodegas, como, por ejemplo, las Franco-Españolas que tenían representación en 16 municipios de la provincia. En general, podemos decir que el lema de los años hasta 1910 fue el de «cada uno por su cuenta», aunque sí existieran algunos esfuerzos colectivos u organizados para hacer frente a la replantación. 
En el año 1910 cambió, finalmente, esta actitud del «laisser-faire» por parte de la administración y dio lugar a una política mucho más emprendedora en el tema de la replantación. La creación de una Caja Vitícola Provincial, impulsada por el presidente de la Diputación, el independiente Francisco Martínez Zaporta, fue el inicio de una campaña intensa por parte de esta institución.
La Caja Vitícola se parecía bastante a los bancos agrarios existentes entonces en la Península, con intereses bajos y una estrecha relación con la agricultura, solo que en este caso sirvió particularmente para el sector vitícola y, en concreto, para la replantación de viñedos. La Diputación aumentó de manera espectacular la producción de estacas americanas en sus propios viveros, adquirió algunos trenes de desfonde y lo puso todo, en forma de crédito, a disposición de los viticultores. Estos disfrutaban de un plazo de cinco años antes de tener que pensar en la devolución del préstamo, con un interés módico de un 5% anual. Los fondos necesarios para afrontar estos gastos provenían de una emisión de letras de participación con un interés del 5%, que se ofreció a los capitalistas riojanos.

### La filoxera en Galicia: los viñedos del Miño y del Sil
El foco portugués llegó antes a Galicia que a los Arribes del Duero (Zamora y Salamanca). Antes de ser infectados los viñedos gallegos por la filoxera, éstos atravesaban una mala racha por la plaga previa de oidium (1845), el color blanco y poca graduación de la uva (el mercado francés demandaba lo opuesto) y la precaria red de transportes.
El primer sitio infectado en Galicia fue en Villardevós (1882). En dos años se extendió por la cuenca alta del Támega y en 1885 pasó al valle del Bibey. Siguiendo este valle llegó a la ribera del Sil, lugar donde se desdobló en dos ramales: 
- siguiendo río arriba hasta alcanzar la misma fuente del Sil y traspasando la cordillera Cantábrica (llegando al valle de Narcea en 1890);
- siguiendo río abajo hasta llegar a la ribera del río Miño en 1887. En esta zona se frenó la expansión de la plaga por la presencia de suelos arenosos silíceos y con esquistos, poco propicios para la filoxera.

Un segundo foco, procedente también de Portugal, fue el que se introdujo por la zona litoral (región de Vinho Verde), alcanzando el río Miño y remontándolo hasta el norte de Galicia, alcanzando los viñedos de Betanzos en 1907.
En estas fechas ya se sabía que no eran efectivas las inundaciones ni el tratamiento con sulfuro; lo único efectivo era el trasplante por vides americanas. A pesar de los intentos de crear viveros en terreno gallego para suministrar vides americanas, fueron las importaciones de los viveros catalanes las más importantes.
Sin embargo, la filoxera no fue tan virulenta y extendida como en el resto de España.

### La Meseta del Duero
La filoxera entró a la cuenca del Duero por Arribes del Duero (Zamora y Salamanca) a través de los viñedos del municipio zamorano de Fermoselle (según autores en 1884 o 1888). Independientemente, la filoxera siguió río Duero arriba hasta llegar a Toro en 1892.
Un segundo foco, en El Bierzo, avanzó rápidamente por el noroeste invadiendo los viñedos de Benavente (1889) y llegando hasta las proximidades de Valladolid en 1890. Catorce años después, (1904), la zona de ribera del Duero (Burgos, recibió los primeros impactos de la filoxera en los municipios de Lerma y San Martín de Rubiales). Ésta llegó hasta Aranda de Duero en 1909. Sin embargo, el suelo arenoso al sur del río sirvió como frontera natural para su avance hacia el sur, por lo que aún hoy se conservan cepas de viñas autóctonas (no americanas) en Segovia y Valladolid.
Tardó veinticinco años en ir desde Fermoselle hasta Aranda de Duero. Las soluciones fueron la sustitución por vides americanas y ya la generalizada prohibición de comerciar entre zonas infectadas con zonas sanas.

### La filoxera en Andalucía: la difusión de la plaga en Málaga
Cuando toda la población esperaba que la filoxera pasara por expansión de Francia a España (por los Pirineos), el primer foco de filoxera en España ocurrió en julio de 1878 en la finca La Indiana (Moclinejo), en la provincia de Málaga. Llegó a través de un comerciante madrileño que compró pies americanos infectados (se desconoce si fue consciente de ello) en Burdeos para dárselos al dueño de La Indiana. Para combatirla se recurrió a la importación de pies americanos, ya que el tratamiento con sulfuro y la inundación eran incompatibles con la orografía y edafología del terreno. Se propuso también la creación de un «cinturón sanitario», pero nadie lo llevó a la práctica.
Su avance fue muy rápido, llegando a Estepona y los confines de Granada en 1879. En 1889 ya no quedaban viñedos sanos.
Este foco acabó abarcando a toda Andalucía, llegando al último rincón de Sierra Morena en 1912 (34 años). Esta expansión se realizó en tres direcciones:
- Frente litoral al oeste, Marbella. Poco efectivo por la baja presencia de viñas. No llegó a Gibraltar.
- Frente litoral al este, Almería. Toda esa franja litoral se vio infectada. Se detuvo a la altura de Almería por los suelos arenosos.
- Frente hacia el norte, depresión bética, Córdoba. El de mayores repercusiones, ya que invadió toda la sierra malagueña, cogió el corredor de Antequera (1884) y se volvió a ramificar en tres nuevos frentes:
  - Hacia el este. Por las vegas de Loja y Granada.
  - Hacia el oeste. Hasta Villamartín (1893) y Jerez (1894).
  - Hacia el norte. A partir de Lucena (1888) viró y se dirigió hacia el este llegando a pueblos del sur de Jaén (1890), hoyas de Guadix y Baza (1892) y Lorca (ya en la provincia de Murcia, 1894). El río Guadalquivir sirvió hasta 1902 como separación entre las viñas infectadas (al sur) y las sanas (al norte), en la Campiña de Córdoba. Fue en esa fecha cuando dio el salto y se detectó en Villaviciosa, en plena sierra de Córdoba. La naturaleza arenosa de esta sierra redujo la velocidad de expansión de la filoxera, aunque no la detuvo, llegando a la región vitícola de Valdepeñas en 1911, ya en Castilla-La Mancha.

### Andalucía Occidental
La filoxera se introdujo en el Marco de Jerez en junio de 1894. Al año siguiente fue detectada en Sanlúcar y en El Puerto de Santa María.
Al oeste del Marco de Jerez, las zonas del Coto de Doñana y las Marismas del Guadalquivir resultaron ser una barrera natural contra la filoxera. Sin embargo, un pequeño barco remontó el río Tinto con cepas filoxeradas, desembarcando en San Juan del Puerto. Desde ahí, la filoxera se extendió por prácticamente la totalidad de la provincia de Huelva, llegando a los límites de la provincia de Sevilla. 
Para favorecer la replantación, se crearon sendos viveros de plantas americanas en Jerez (Estación Ampelográfica, a partir de la Granja Experimental de Jerez) y algunos por iniciativa municipal, como el de Moguer (1908).

### Extremadura
La filoxera llegó a Extremadura procedente de Portugal, a través de dos focos simultáneos en 1897: San Vicente de Alcántara (cuenca del Tajo) y por varios municipios de la Tierra de Barros. En uno de estos municipios, Almendralejo, se creó un vivero para cambiar por las plantas americanas.

### Islas Baleares: Mallorca
A pesar de su condición insular, la filoxera llegó en mayo de 1891 a los municipios de Lluchmayor y Algaida, proveniente de una importación fraudulenta de pies americanos. Se expandió por toda la isla reduciendo drásticamente la superficie de cultivo. Se optó por el cambio de vides por almendros.

### Valencia

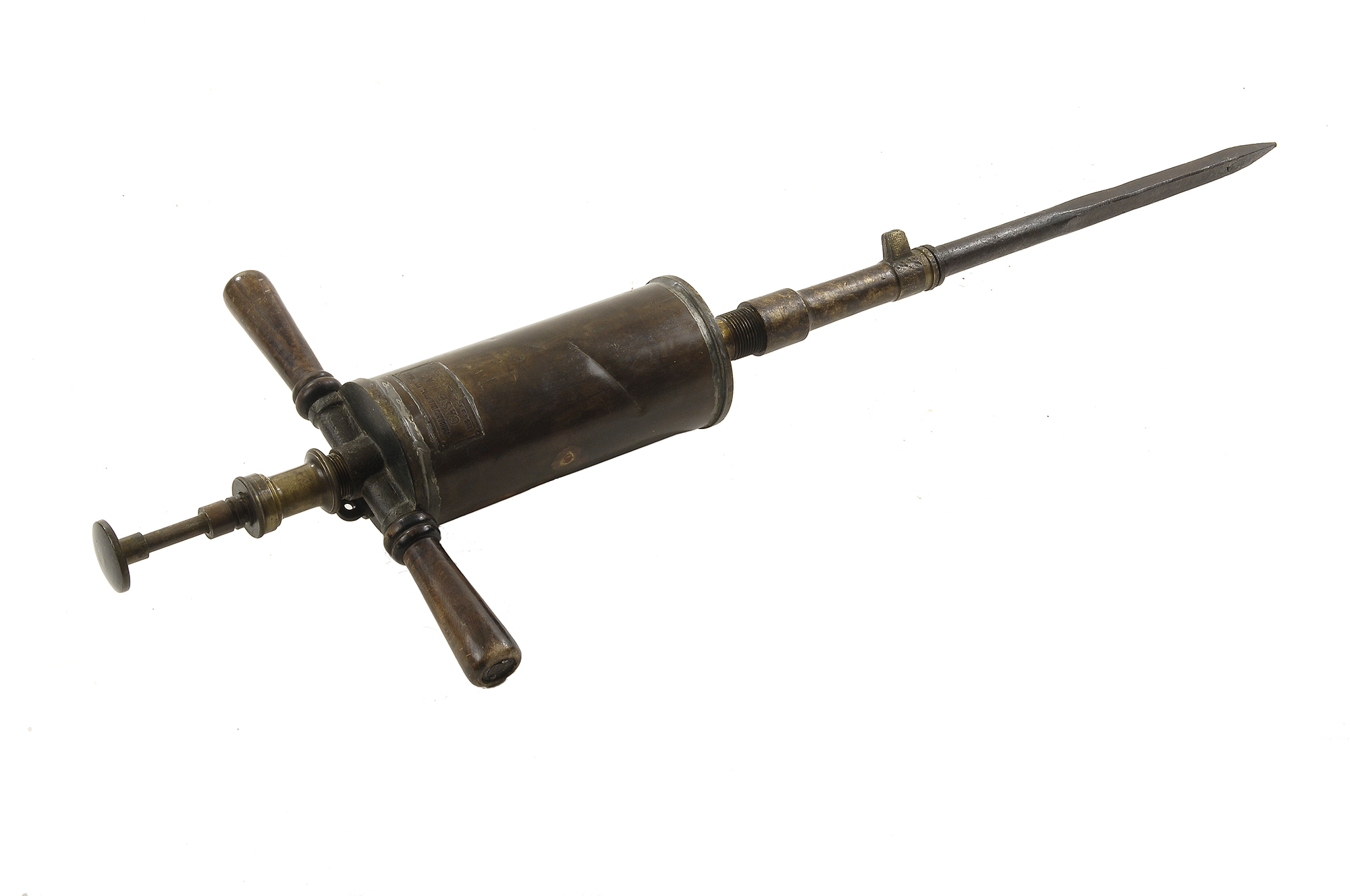
Palo inyector para ensulfatar viña. Fue utilizado en Almácera. Museu Valencià d'Etnologia.

Entró a inicios del siglo XX prácticamente a la vez por el norte y por el sur. Por el norte fue en 1902 proveniente de Tarragona, infectando los viñedos de Benicarló y Vinaroz. Por el sur fue en 1900 proveniente de Murcia, infectando los viñedos de Dolores.
Entre 1904 y 1906 se detectaron tres nuevos focos que no tenían relación con las zonas de entrada de la plaga, sino con la importación de plantas americanas infectadas: Gata de Gorgos, Benigánim y Chiva.
Grandes extensiones infectadas fueron sustituidas principalmente por el cultivo de naranjo, y menor medida por olivos y almendros.

### Castilla-La Mancha, Madrid y Murcia
La mayor parte de la región vitícola de Castilla-La Mancha y comarcas aledañas no se infectó de filoxera hasta la segunda década del siglo XX. Esta plaga fue bastante lenta y solo se cambiaron los pies en aquellas zonas con suelos arcillosos, como los de la comarca de La Manchuela, la mayor parte de Madrid y toda Guadalajara. El corazón de Castilla-La Mancha, con sus suelos arenosos, resistió y sigue resistiendo a la filoxera, por lo que aún se conservan los pies originales del siglo XIX, representando actualmente más de la mitad del viñedo manchego.
En Murcia, la filoxera llegó en 1911, a las vides de los municipios de Jumilla y Yecla. Sin embargo, en esta comunidad no tuvo efectos negativos.
Aproximadamente la cuarta parte de la superficie vitícola española mantiene las plantas autóctonas, en las zonas donde la filoxera no puede prosperar por las características del suelo.